# Tatmadaw Kyi
Il Tatmadaw Kyi è il nome ufficiale dell'esercito della Birmania ed è il reparto più grande delle forze armate, conosciute come Tatmadaw. L'esercito ha il controllo e la responsabilità sulle operazioni militari terrestri. L'esercito della Birmania è la seconda forza attiva nel sud-est asiatico, dopo l'esercito popolare del Vietnam. 
Nel 2006, l'esercito birmano aveva un numero di truppe pari a circa 350000. L'esercito ha notevole esperienza nel combattimento di rivoltosi in terreni sconnessi, dal momento che sta conducendo ininterrottamente operazioni di controguerriglia contro dissidenti etnici e politici dalla sua istituzione nel 1948.
Il reparto è capitanato dal comandante in capo (ကာကွယ်ရေးဦးစီးချုပ်(ကြည်း)), ruolo affidato al vice-generale anziano Soe Win, che è contemporaneamente vice comandante in capo dei servizi di difesa (ဒုတိယ တပ်မတော်ကာကွယ်ရေးဦးစီးချုပ်), mentre il comandante in capo dei servizi di difesa (တပ်မတော်ကာကွယ်ရေးဦးစီးချုပ်) è il generale anziano Min Aung Hlaing. La carica di generale anziano è il più alto grado dell'esercito birmano. Al 2022 Min Aung Hlaing è anche il primo ministro della nazione a seguito del golpe del 2021.
Nel 2011, a seguito della transizione dal governo militare a un governo civile parlamentare, l'esercito birmano impose la leva militare su tutti i cittadini: tutti i maschi dai 18 anni ai 35 e le femmine dai 18 ai 27 possono essere convocati per il servizio militare per due anni come personale arruolato in caso di emergenza nazionale. Le età per i professionisti salgono a 45 anni per gli uomini e a 35 per le donne per un servizio triennale come ufficiali a nomina diretta o indiretta.
La Government Gazette ha riportato che nel 2011 le spese militari ammontarono a 1,8 bilioni di kyat (circa 2 miliardi di dollari o 1,5 miliardi di euro), pari al 23,6% dell'intero bilancio annuo.